# Enrico Fulchignoni
Enrico Fulchignoni (* 18. September 1913 in Messina; † 28. August 1988 in Paris) war ein italienischer Dokumentarfilmer und Drehbuchautor.

## Leben
Fulchignoni studierte Medizin und wechselte nach einiger Zeit als Dozent zum Journalismus. Er schrieb für „Bianco e Nero“; daneben inszenierte er ab 1937 am Theater. Nach Arbeiten in seiner Heimatstadt ging er 1939 nach Florenz. Für das Kino arbeitete er ab 1942 als Dokumentarfilmer, in welchem Jahr er auch seinen einzigen Spielfilm drehte, Lord Byrons mehrfach verfilmtes Drama I due Foscari. Sein Arbeitsschwerpunkt bildete jedoch das Theater. Nach dem Zweiten Weltkrieg schrieb er zwei Drehbücher für andere Regisseure und verlegte sich auf Kurzfilme. 1950 verlegte er seinen Wohnsitz nach Frankreich, da er zum Präsidenten der CICT der UNESCO ernannt worden war. Der seit 1990 jährlich im Rahmen der Biennale verliehene Preis der Organisation ist nach ihm benannt.

## Filmografie (Auswahl)
- 1942: I due Foscari (Regie, Drehbuch)